# Massa Lombarda
Massa Lombarda ist eine italienische Gemeinde in der Provinz Ravenna in der Region Emilia-Romagna mit 10.746 Einwohnern (Stand 31. Dezember 2023).

## Geografie
Massa Lombarda liegt etwa 40 Kilometer östlich von Bologna und 30 km westlich von Ravenna. Zur Gemeinde Massa Lombarda gehören noch die Fraktionen Fruges, Villa Serraglio, La Zeppa und Oppio. Massa Lombarda grenzt an die Gemeinden Conselice, Imola, Lugo, Mordano (BO) sowie Sant’Agata sul Santerno.

## Bauwerke

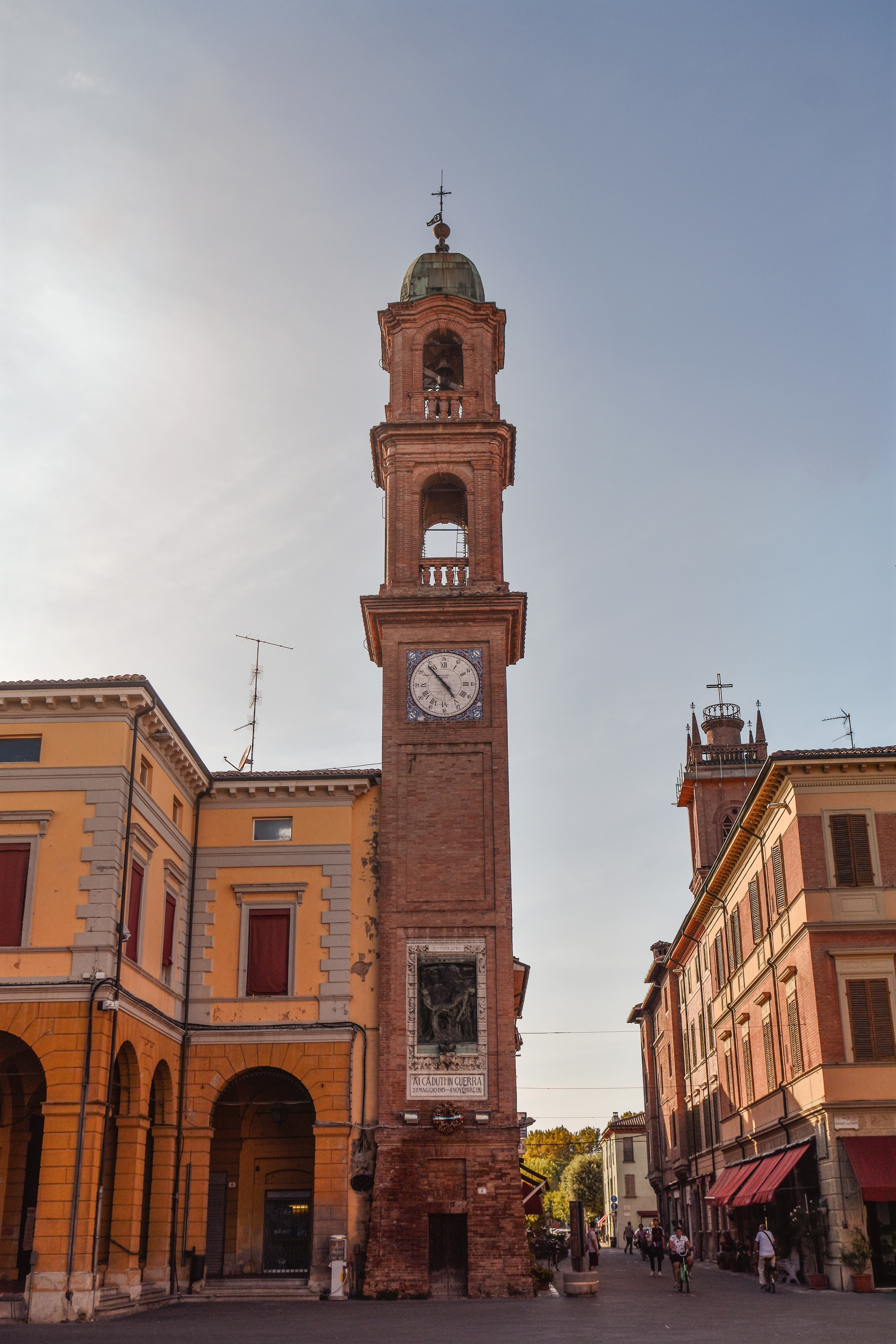
Uhrturm von Massa

Seit 2021 ist Massa Lombarda Standort des Tecla-Hauses, des ersten 3D-gedruckten Öko-Wohnhauses aus Ton.

## Persönlichkeiten
- Filippo Baroncini (* 2000), Radrennfahrer

## Gemeindepartnerschaften
- Poreč  (Istrien), seit 1978[2]
- Marmirolo  (Provinz Mantua), seit 2009
- Saint-Sylvain-d’Anjou,  (Département Maine-et-Loire) seit 2014.[3]